# Nenètsia
Nenètsia (en nenets: Ненёцие’’ автономной ӈокрук, transcrit: Neniotsie avtonomnoi niókruk; rus: Не́нецкий автоно́мный о́круг, Nénetski avtonomni ókrug) és un districte autònom de la Federació Russa, i per tant, un dels seus subjectes federals. Malgrat ésser per si mateix un subjecte federal, en alguns àmbits està dins la jurisdicció de la veïna óblast d'Arkhànguelsk. Limita al sud amb l'óblast d'Arkhànguelsk i la república de Komi, al nord amb el Mar Blanc i a l'est amb Iamàlia (també anomenada districte autònom Iamalo-nenets). La capital és Narian-Mar en rus (На́рьян-Мар) o Niariana Mar en nenets (Няръяна мар, «Ciutat Vermella»).

## Geografia
El país és situat a l'extrem nord-oest de la plana de l'Europa oriental, toca les mars Blanca, de Barents, de Petxora i de Kara. Les principals alçàries són les muntanyes de Timan (Тиманский кряж) i la serralada del Pai-Khoi (хребет Пай-Хой, punt més alt: 467 m, corresponent a la muntanya de Morieiz, гора Мореиз) a la península Iugòrski (eb rus: Югорский полуостров, Iugorski Poluóstrov). L'arxipèlag de Nova Terra (Enëj ja) no en forma part de Nenètsia, però sí que és part de l'óblast d'Arkhànguelsk.
El riu més important és el Ienissei (Dentadie), Obi (Kolta), Taz/Tasem, Txornaia, Korotaixa, Sula, Pesa, Pasira, Dudipta i Txatantga, i hi abunden els llacs, com els Nejto, Jambuto, Tajmir i Pasina.

## Economia
La població es dedica a la pesca i a la indústria minera (polimetalls i carbó), a la cria de rens i la ramaderia vacuna per a la producció de llet i a la cacera.

## Població
Segons el cens rus (2002) la composició nacional del districte era 
- Russos 62,43%
- Nenets (iuracs) 18,66%
- Komi 10,85%
- Ucraïnesos 3,16%
- Belarussos 1,03%
- Tàtars 0,51%
- Altres grups més petites amb menys d'un miler d'individus.

L'1,58% dels habitants no indicaren el seu origen ètnic en el cens.
|        | cens 1939      | cens 1959      | cens 1970      | cens 1979      | cens 1989      | cens 2002      |
| ------ | -------------- | -------------- | -------------- | -------------- | -------------- | -------------- |
| Nenets | 5.602 (11,8%)  | 4.957 (10,9%)  | 5.851 (15,0%)  | 6.031 (12,8%)  | 6.423 (11,9%)  | 7.754 (18,7%)  |
| Komi   | 6.003 (12,6%)  | 5.012 (11%)    | 5.359 (13,7%)  | 5.160 (10,9%)  | 5.124 (9,5%)   | 4.510 (10,9%)  |
| Russos | 32.146 (67,5%) | 31.312 (68,8%) | 25.225 (64,5%) | 31.067 (65,8%) | 35.489 (65,8%) | 25.942 (62,4%) |
| Altres | 3.866 (8,1%)   | 4.253 (9,3%)   | 2.684 (6,9%)   | 4.960 (10,5%)  | 6.876 (12,8%)  | 3.340 (8%)     |